# Deutsches Kolleg
 (décembre 2020).
Le Deutsches Kolleg (en français, Collège allemand) est une organisation néonazie allemande.

## Histoire
L'association est née en 1994 d'un ancien groupe de lecture de Junge Freiheit berlinois, dirigé par Helge Drescher. Reinhold Oberlercher, qui dirige aujourd'hui le DK avec Uwe Meenen, est un initiateur de DK.
Entre le milieu des années 1990 et 2003, Horst Mahler dirige l'organisation avec Oberlercher. Lorsque Mahler, en plus de son engagement envers le DK, fonde l'« Association pour la réhabilitation des personnes persécutées pour avoir nié l'holocauste » fin 2003, il y a des divergences internes avec Oberlercher, qui affime qu'il n'y a pas de « politique quotidienne » et son refus de mettre en cause l'existence de l'Holocauste. Malgré la séparation, les deux hommes restent liés et font référence l'un à l'autre.
En février 2004, Mahler, Meenen et Oberlercher sont accusés d'incitation à la haine raciale à Berlin. La raison en est un appel publié conjointement le 15 octobre 2000 pour le « soulèvement des décents », pour, entre autres, l'interdiction de toutes les communautés juives en Allemagne, l'expulsion de tous les demandeurs d'asile, « tous les étrangers qui sont devenus chômeurs ». Mahler est condamné à neuf mois de prison sans libération conditionnelle.

## Idéologie
L'association s'est décrite dans un manifeste comme une « communauté d'étude et de combat ». Dans sa fonction de "souverain" du peuple allemand et de « bouclier et épée » du Reich allemand, le DK se voit légitimé pour « exécuter des jugements » contre « les ennemis du Reich… physiquement ». En raison de son « caractère intellectuel », cependant, le DK déclare « renoncer à l'exercice de cette partie matérielle de l'autorité de l'État ».
Horst Mahler et Reinhold Oberlercher publient avec Günter Maschke le 24 décembre 1998 sur le site du DK et dans la revue d'extrême droite Staatsbriefe de janvier 1999 une Déclaration canonique sur le mouvement de 1968, dans laquelle ils donnent une interprétation nationale-révolutionnaire des manifestations de 1968.
Le "projet constitutionnel du Reich" publié en 1999 par l'association pour la création d'un "Quatrième Reich", sur lequel les membres ont prêté serment, montre un révisionnisme favorable à l'Allemagne et que les « territoires de l'Est perdus devront être ramenés dans le Reich ». Vienne deviendrait capitale du Reich, Berlin Hauptgau, Zurich siège de la Reichsbank et Rotterdam comme principal port du Reich.
Selon le rapport sur la protection constitutionnelle de 2002, « l'agitation du DK... est caractérisée par un antisémitisme agressif et un racisme ». Le DK appelle en outre ouvertement à « l'expulsion des races non blanches de la zone climatique tempérée ».
En raison de l'intellectualisme et de leur prétention en tant que leaders d'opinion, Oberlercher et Mahler sont considérés de manière critique sur la scène extrémiste de droite. Selon l'Office d'État de Hambourg pour la protection de la Constitution, Mahler se perd trop souvent dans des "absurdités théoriques du complot" et Oberlercher n'a pas la capacité de présenter ses pensées sous une forme généralement compréhensible, alors que leurs emprunts liés à l'origine à des modèles de formulation de gauche peuvent être trouvés dans le groupe cible ne serait guère la bienvenue.

## Organisation
L'association compte environ 50 membres permanents et eut brièvement ses propres salles de formation idéologique et linguistique lorsque Meenen dirigea une librairie à Wurtzbourg, dans le quartier de Zellerau, en 2006.